# Шампе (Пиј де Дом)
Шампе (фр. Champeix) насеље је и општина у централној Француској у региону Оверња, у департману Пиј де Дом која припада префектури Исоар.
По подацима из 2011. године у општини је живело 1345 становника, а густина насељености је износила 110,97 становника/km². Општина се простире на површини од 12,12 km². Налази се на средњој надморској висини од 456 метара (максималној 760 m, а минималној 428 m).

## Демографија
| 1962. | 1968. | 1975. | 1982. | 1990. | 1999. | 2011. |
| ----- | ----- | ----- | ----- | ----- | ----- | ----- |
| 1.075 | 1.104 | 1.097 | 1.164 | 1.087 | 1.135 | 1.345 |

График промене броја становника у току последњих година